# Mazda MX-30
Mazda MX-30 je elektrický kompaktní crossover SUV vyráběný společností Mazda. Vychází z modelu CX-30 a byl představen na tokijském autosalonu 2019. Výroba vozu, který je prvním sériově vyráběným elektromobilem Mazdy, začala v její továrně v Hirošimě 19. května 2020.
Mazda se jako jedna z prvních a jediná automobilka v současné době zabývá výrobou Wankelova motoru s rotačním pístem, naposledy byl dodáván v modelu Mazda RX-8 a v Mazdě MX-30 se prodává od října 2023. Ten funguje jako generátor a podporou elektromotoru navyšuje jeho dojezd.

## Přehled
Model MX-30 je vybaven sebevražednými dveřmi, je poháněn elektromotorem podporovaným baterií o kapacitě 35,5 kWh s výkonem 105 kW (143 k) a točivým momentem 265 N⋅m, který dosahuje dojezdu 200 km. 80 % nabití akumulátoru lze dosáhnout během 30 až 40 minut pomocí stejnosměrného nabíjení o výkonu 50 kW a se střídavým nabíjením (22 kW) se akumulátor nabije na 100 % za 4,5 hodiny.

## Bezpečnost
Mazda MX-30 získala od Euro NCAP pětihvězdičkové hodnocení. Byla také prvním vozem, který dosáhl maximálního hodnocení podle nových kritérií Euro NCAP.

## Ocenění
Model MX-30 se dostal na seznam 10 nejlepších aut v soutěži Car of the Year 2020–2021 Japan Awards a získal také ocenění Red Dot Design Award 2020 v kategorii elektromobil.

## Galerie

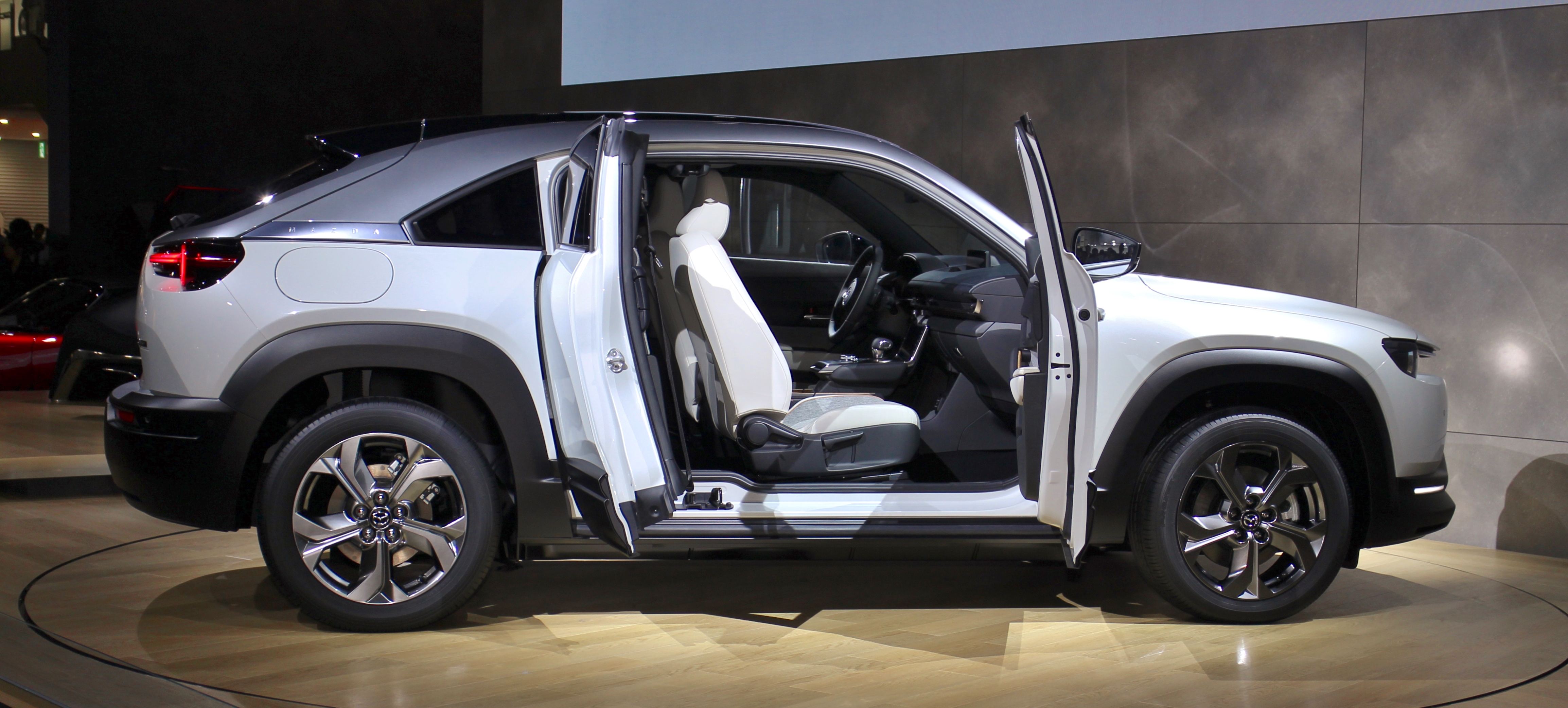
Pohled z boku
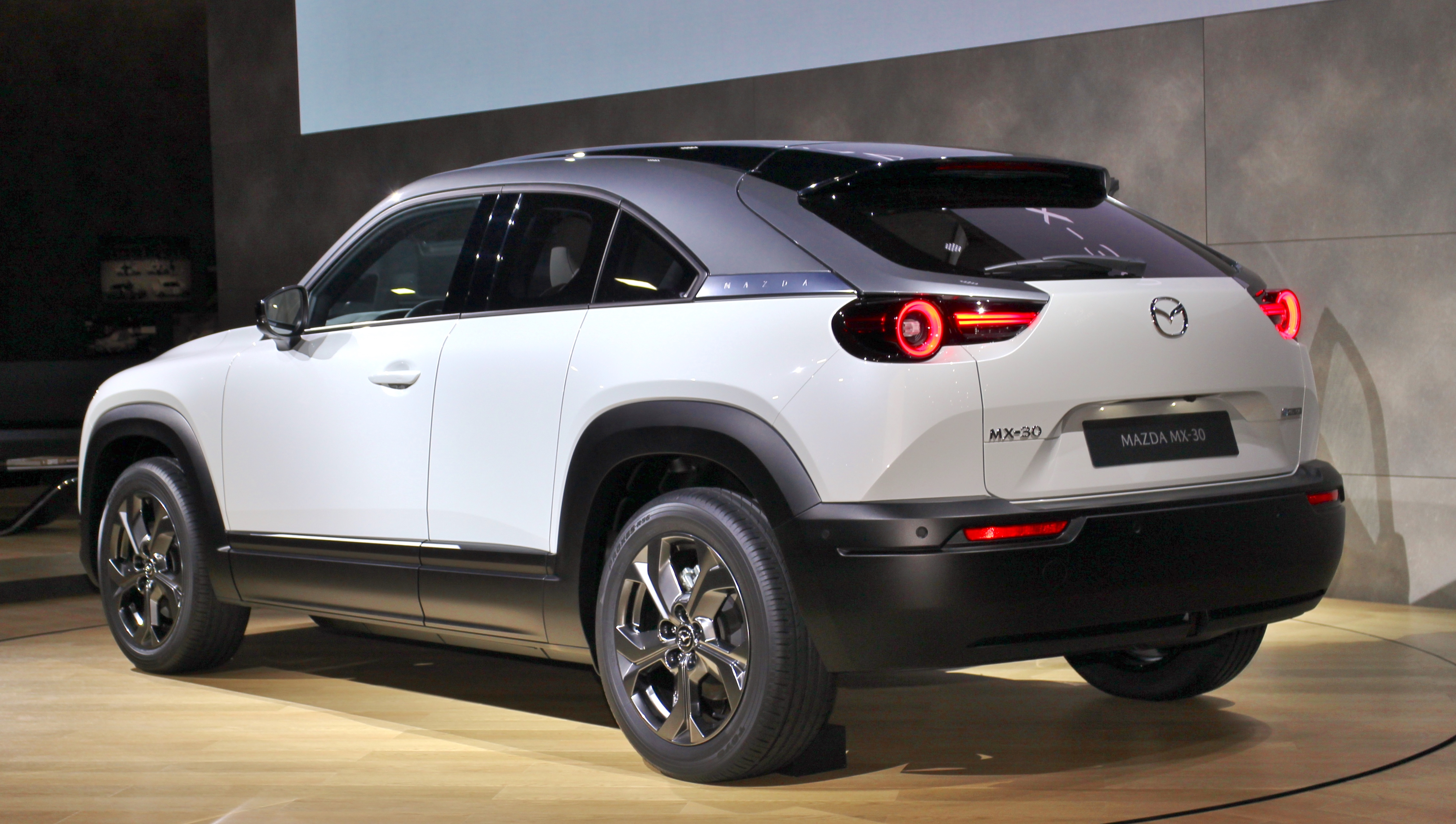
Pohled zezadu